# طوطی‌نوک گلوسیاه
طوطی‌نوک گلوسیاه (نام علمی: Paradoxornis nipalensis) نام یک گونه از تیره چرخ‌ریسک‌نمایان است.